# Microarthridion laurenticum
Microarthridion laurenticum är en kräftdjursart som först beskrevs av Nicholls 1939.  Microarthridion laurenticum ingår i släktet Microarthridion och familjen Tachidiidae. Inga underarter finns listade i Catalogue of Life.